# 達娃
達娃（撒奇萊雅語：Dawa），又稱妲媧，是台灣撒奇萊雅族傳說中的一名少女，她是頭目的小女兒，在天神憤怒並降下大洪水時而自願被獻祭。

## 傳說
據說撒奇萊雅族的祖先在奇萊平原上定居後，逐漸變得懶惰、自私、還對天神不敬，被激怒的天神因此降下大洪水淹沒部落，倖存的族人只能逃到砂婆礑山（Sabato'）上避難，雖然族人誠心對天神道歉懺悔，但仍然沒有得到原諒，祭司表示需要用族人中最好的男女獻祭才會停止洪水，然而，雖然族人找到志願成為供品的人，但好幾次都被洪水沖回來（表示不接受），祭司又做了一次占卜後才表示天神指定要獻祭達娃，雖然族人因為達娃平常的好人緣而相當猶豫，但為了平息洪水，她自願走上用大米篩做的獻祭用小船，和為了陪伴她而自願成為祭品的少年納姆赫（Namuh）一起沒入水中，洪水才終於消退。
後續
洪水退去後，砂婆礑山的山壁上出現一塊長寬各數十公尺、光亮潔白的三角形大理石印記，族人稱之為「神的印記」（sipiledacay），據說那是天神為達娃和納姆赫的犧牲奉獻所感動而特別打造出來、讓撒奇萊雅族人可以永遠記得他們的犧牲、並且警惕自己勤奮工作。

## 文化

### 巴拉瑪火神祭
在撒奇萊雅族的火神祭中，達娃是其中一位迎請而來的祭祀對象，被族人稱作「聖女」。

### 圖騰
因為達娃的傳說，白色三角形成為了奇萊雅族的重要圖騰之一，代表犧牲、奉獻與貞潔，經常出現在族人的傳統服飾上。